# Пионерский (Рязанская область)
Пионерский — посёлок в Рыбновском районе Рязанской области. Административный центр Пионерского сельского поселения.

## География
Посёлок расположен в 33 км на юго-запад от райцентра города Рыбное.

## История
На месте нынешнего посёлка существовало село Серкино. Космодамиановская церковь в селе Серкине упоминается в окладных книгах 1676 года, где при ней показано 103 приходских двора, в числе которых 2 двора боярских, 75 дворов крестьянских, 20 дворов бобыльских, 5 дворов задворных людей. В 1764 году поп Никита освятил новую церковь в прежнее храмонаименование. В 1833 году построена новая Космодамианская церковь с приделом Федора Стратилата вместо прежней сгоревшей в 1831 году. 
В XIX — начале XX века село Серкино входило в состав Токаревской волости Михайловского уезда Рязанской губернии. В 1905 году в селе было 20 дворов.
С 1929 года село входило в состав Токаревского сельсовета Рыбновского района Рязанского округа Московской области, с 1937 года — в составе  Рязанской области.
После Великой Отечественной войны в селе организовано отделение совхоза «Пионерский». В 1966 г. указом Президиума Верховного Совета РСФСР поселок центрального отделения совхоза «Пионерский» переименован в село Пионерский.
С 2004 года посёлок — центр новообразованного Пионерского сельского поселения Рыбновского района Рязанской области.

## Население
| 1859 | 1906 | 2010 |
| ---- | ---- | ---- |
| 123  | ↗144 | ↗400 |

## Достопримечательности
В посёлке существует деревянная Церковь Космы и Дамиана (2013)